# Andrés García Yáñez
Andrés García Yáñez (La Corunya, 10 de novembre de 1931 - 23 de desembre de 2014) fou un gestor administratiu gallec. Va ser el 39è president del Real Club Deportivo de La Coruña.

## Trajectòria
Fou president del Deportivo de La Coruña des del 2 de juny de 1986, en substitució de Jesús Corzo Sierra, fins al 10 de març de 1988, sent substituït per Luis Carlos Morato Miguel.
Va morir el 23 de desembre de 2014.